# Вишневский, Семён Матвеевич
Семён Матвеевич Вишневский (3 января 1849, деревня Сугут-Торбиково, Ядринский уезд, Казанская губерния, Российская империя — 14 октября 1922, Казань, Казанская губерния, РСФСР) — российский судебный медик и деятель пожарно-страхового дела, коллежский советник, кавалер орденов Святого Станислава III степени и Святой Анны III степени. Считается, что он внёс значительный вклад в устройство системы информирования о пожарах с помощью оптимизации использования телефонной сети, а также — в организацию казанского противопожарного водопровода и введение страховых льгот за предпринятые противопожарные меры.
В современной криминалистике его имя носит один из признаков гибели человека от общего переохлаждения организма — так называемые пятна Вишневского, которые были описаны С. М. Вишневским в марте 1895 года.

## Биография
Родился в деревне Сугут-Торбиково Ядринского уезда Казанской губернии (ныне — в Вурнарском районе Чувашии). Отец — потомственный священник Матвей Петрович Вишневский (1813—1886), в 1836 году женился на племяннице Н. Я. Бичурина Марии Васильевой (Талиевой). 

Семён Матвеевич Вишневский прошёл обучение на медицинском факультете Казанского университета, откуда он выпустился в 1875 году. После этого он несколько лет служил земским и уездным врачом в Цивильском и Чебоксарском уездах Казанской губернии. В 1878 году выполнял функции младшего ординатора «военного времени госпиталя». В 1905 году был избран членом-страхователем Казанского «Общества Взаимного от огня страхования имущества», а в 1915 году стал председателем его правления.
В 1916 году он впервые в Российской империи предложил проект создания Противопожарного института, соответствующий по своим функциям Центральному НИИ противопожарной обороны НКВД СССР, который был учреждён через два десятилетия.
Заслуги С. М. Вишневского были отмечены государственными наградами, среди которых орден Святого Станислава III степени, орден Святой Анны III степени и серебряная медаль «За усердие» на Александровской ленте.